# Kuvasz
Kuvasz er en stor hyrdehund af ungarsk oprindelse. Racen har været brugt primært som vagt- og hyrdehund, men er nu mere at finde som almindeligt husdyr. Den regnes normalt at stamme fra Karpaterne, hvor den eller dens nærmeste forfædre kom med madjarerne i slutningen af 800-tallet. Hannerne er mellem 71-75 cm, tæver 66-70 vægten er mellem 34-68 kg for tæver og kan være op til 90 kg for hanner.
- En Kuvasz på en mark nord for Lindet Skov i Sønderjylland, hvor den døgnet rundt beskytter fårene mod omstrejfende ulve.

| Hund | Spire Denne hunderelaterede artikel er en spire som bør udbygges. Du er velkommen til at hjælpe Wikipedia ved at udvide den. |